# Karangmalang Wetan
Karangmalang Wetan is een bestuurslaag in het regentschap Kendal van de provincie Midden-Java, Indonesië. Karangmalang Wetan telt 2539 inwoners (volkstelling 2010).